# Funeral de Michael Jackson

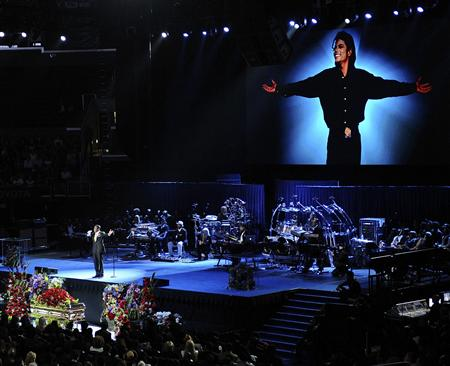
Servicio del memorial del Michael Jackson.

El funeral público de Michael Jackson (Michael Jackson Memorial Service), fue un homenaje póstumo a Michael Jackson realizado el 7 de julio de 2009. Es considerado el más grande en la historia, superando a los funerales de Elvis Presley en 1977, que congregaron a 70.000 personas, y a los de Diana de Gales en 1997, a los que asistieron 230.000 en el Hyde Park de Londres. Esto se refiere no solo a la cantidad de entradas (que fueron previamente sorteadas y entregadas de forma gratuita), sino por la cobertura mundial a través de televisión, radio e Internet, que contó con una audiencia global de aproximadamente 2.500 millones de personas,
Hubo un responso familiar privado la mañana del 7 de julio en el Forest Lawn Memorial Park's Hall of Liberty en Hollywood Hills, Los Ángeles, California, USA, seguido por un acto público en el Staples Center, lugar donde el artista había ensayado lo que sería una serie de conciertos titulada This Is It el 23 de junio, dos días antes de su muerte. El féretro fue llevado al centro con algo de retraso, llegando a las 10:00. El cuerpo no fue expuesto en la ceremonia debido a que el ataúd permaneció cerrado. El memorial comenzó entre las 10:00 y 10:30 con música y el pastor Lucious Smith.
Se pusieron a disposición del público 17.500 tickets gratuitos, cuyos destinatarios fueron escogidos por un concurso en línea en la que participaron alrededor de 1,2 millones de personas en las primeras 24 horas.

## Lista de invitados

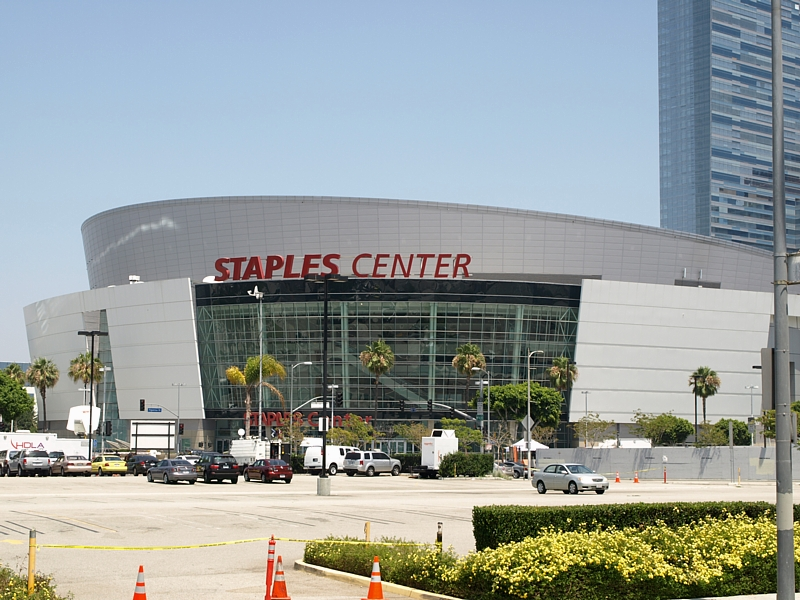
El Staples Center el 7 de julio de 2009, día del funeral. Fue el lugar donde ese día se realizó el funeral de Michael Jackson, después de su sorpresivo fallecimiento.

Los participantes en el tributo fueron:
Ron Boyd (amigo de la familia), Kobe Bryant, Mariah Carey, The Kardashians, el coro de gospel Andrae Crouch (que participó en grabaciones del mismo Jackson y de Madonna), Berry Gordy de Motown, Jennifer Hudson, Shaheen Jafargholi (finalista de Britain's Got Talent que cantó una canción de Jackson), Magic Johnson, Martin Luther King III, Bernice A. King, John Mayer, Lionel Richie, Smokey Robinson, Rev. Al Sharpton, Brooke Shields, pastor Lucious Smith (amigo de la familia), Usher y Stevie Wonder.
Además de los mencionados, ABC News informó que Justin Timberlake, la hija de Lionel Richie, Nicole; que fue la ahijada de Michael, el rapero Akon, Queen Latifah, Sean "Diddy" Combs, y Beyoncé estarían en el funeral. Sergi Sevil también fue invitado junto a toda su familia.

## Programa
1. Introducción con Smokey Robinson.
2. "Soon and very soon", Andrae Crouch's Choir.
3. "I'll be there", Mariah Carey y Trey Lorenz.
4. Palabras de Queen Latifah.
5. "Jesus is love", Lionel Richie.
6. Palabras de Berry Gordy.
7. "I never dreamed you'd leave in summer" / "They won't go when I go", Stevie Wonder.
8. Palabras de Kobe Bryant y Magic Johnson.
9. "Will you be there", Jennifer Hudson.
10. Palabras del Reverendo Al Sharpton.
11. "Human Nature", John Mayer.
12. Palabras de Brooke Shields.
13. "Smile", Jermaine Jackson.
14. Palabras de Martin Luther King III y Bernice King.
15. Palabras de Sheila Jackson-Lee.
16. "Gone too soon", Usher.
17. Palabras de Smokey Robinson.
18. "Who's loving you", Saheen Jafargholi.
19. Palabras de Kenny Ortega.
20. "We are the World".
21. "Heal the World".
22. Palabras de Jermaine Jackson, Marlon Jackson y Paris Michael Katherine Jackson.
23. Cierre de ceremonia con el Pastor Lucious Smith.

## Féretro
La familia compró un ataúd de bronce chapado en oro de la marca "Promethean", con un precio de $25.000, similar al de James Brown. Se cree que Dennis Tompkins y Michael Bush, los diseñadores de vestuario de Jackson, fueron quienes hicieron su traje fúnebre. El atuendo de Jackson pudo incluir su famoso guante blanco en la mano derecha. El féretro fue llevado al Staples Center decorado con un arreglo de flores rojas.

## Transmisión en directo
El funeral fue transmitido en directo por cadenas de todo el mundo, gracias a la red de satélites Intelsat, que son los que se encargan de las retransmisiones internacionales, quedando, al igual que otros eventos como los Juegos Olímpicos, libre y gratuito, para que fuese emitido por cualquier canal de televisión del mundo.
Algunas cadenas de televisión que lo emitieron en Norteamérica fueron CBS, NBC, CNN en español, ABC, Univision, Telemundo, MSNBC y MTV. En otros continentes fue emitido por muchos canales, incluyendo BBC 2, CNN, Canal RCN (Colombia), Caracol TV (Colombia), RTÉ Two TV3, Sky News, Sky Arts. TVE, Antena 3 y otros muchos canales. El evento también fue transmitido en varios sitios web. XHGC-TV & Azteca 7 (México), WOWOW (Japón).
Según medios oficiales, el evento superó los 2.500 millones de espectadores.
Eventos paralelos se realizaron en ciudades como Berlín, Bruselas, Madrid, Gotemburgo, Londres, Malmo, Oslo, París y Estocolmo.